# Belrose
Belrose är en förort till Sydney i Australien. Den ligger i kommunen Warringah och delstaten New South Wales, i den sydöstra delen av landet, omkring 13 kilometer norr om delstatshuvudstaden Sydney. Antalet invånare är 300.
Runt Belrose är det mycket tätbefolkat, med 1 056 invånare per kvadratkilometer.. Närmaste större samhälle är Sydney, omkring 13 kilometer söder om Belrose. 
I omgivningarna runt Belrose växer i huvudsak städsegrön lövskog. Genomsnittlig årsnederbörd är 1 380 millimeter. Den regnigaste månaden är februari, med i genomsnitt 200 mm nederbörd, och den torraste är juli, med 36 mm nederbörd.